# 쿠샨 미술
쿠샨 미술은 인도 북부의 쿠샨 제국의 예술로, 서기 1~4세기 동안 번성했다. 헬레니즘 미술의 영향을 받은 간다라 미술과 마투라 미술의 전통이 혼합된 것이 특징이다. 쿠샨 미술은 그리스-박트리아 왕국의 헬레니즘 미술과 기원전 3세기에서 기원전 1세기 사이에 박트리아와 인도 북서부에서 번성했던 인도-그리스 미술, 그리고 그 뒤를 이은 인도-스키타이 미술을 따르고 있다. 쿠샨족은 인도 북부와 중부를 침략하여 본격적인 제국을 건설하기 전에 중국 북서부에서 이주하여 1세기 이상 중앙아시아 땅을 점령했으며, 그리스 인구, 그리스 문화, 그리스 예술의 잔재와 동전과 비문에 사용한 언어와 문자를 동화시킨 것으로 추정되며, 특히 그리스 문자와 박트리아 문자를 인도 브라흐미 문자와 함께 사용했다.
기원전 4세기 쿠샨 왕조가 멸망하면서 인도의 굽타 제국이 우세해졌고 굽타 미술이 발전했다. 굽타 제국은 펀자브와 아라비아해까지 인도 중부, 북부, 북서부의 광대한 지역을 통합하여 쿠샨족의 초기 예술 전통을 계승 및 확장하고 독특한 굽타 양식을 발전시켰다.

## 같이 보기
- 간다라 미술
- 마투라 미술
- 굽타 미술